# Локастдейл (Пенсільванія)
Локастдейл (англ. Locustdale) — переписна місцевість (CDP) в США, в округах Колумбія і Скайлкілл штату Пенсільванія. Населення — 171 особа (2020).

## Географія
Локастдейл розташований за координатами 40°46′43″ пн. ш. 76°22′25″ зх. д. / 40.77861° пн. ш. 76.37361° зх. д. (40.778538, -76.373578).  За даними Бюро перепису населення США в 2010 році переписна місцевість мала площу 0,22 км², уся площа — суходіл.

## Демографія
Згідно з переписом 2010 року, у переписній місцевості мешкало 177 осіб у 79 домогосподарствах у складі 50 родин. Густота населення становила 803 особи/км².  Було 97 помешкань (440/км²).
Расовий склад населення:
| - 99,4 % — білих |

До двох чи більше рас належало 0,0 %. Частка іспаномовних становила 0,6 % від усіх жителів.
За віковим діапазоном населення розподілялося таким чином: 18,6 % — особи молодші 18 років, 62,8 % — особи у віці 18—64 років, 18,6 % — особи у віці 65 років та старші. Медіана віку мешканця становила 46,6 року. На 100 осіб жіночої статі у переписній місцевості припадало 94,5 чоловіків;  на 100 жінок у віці від 18 років та старших — 89,5 чоловіків також старших 18 років.
Середній дохід на одне домашнє господарство  становив 40 027 доларів США (медіана — 43 203), а середній дохід на одну сім'ю — 52 771 долар (медіана — 53 750). За межею бідності перебувало 9,6 % осіб, у тому числі 0,0 % дітей у віці до 18 років та 0,0 % осіб у віці 65 років та старших.
Цивільне працевлаштоване населення становило 98 осіб. Основні галузі зайнятості: роздрібна торгівля — 30,6 %, мистецтво, розваги та відпочинок — 19,4 %, транспорт — 18,4 %.